# Incurvarites
Incurvarites é um gênero extinto de mariposas da família Incurvariidae. Foi descrito por Rebel em 1934, e contém a espécie Incurvarites alienella. O fóssil foi encontrado em âmbar báltico e é datado do Lutetiano, Eoceno.